# 강화 동종
사인비구 제작 동종 - 강화동종(思印比丘 製作 銅鍾 - 江華銅鍾)은 인천광역시 강화군 하점면, 강화역사박물관에 있는 조선시대의 종이다. 1963년 1월 21일 대한민국의 보물 제11호로 지정되었다가, 2000년 2월 15일 사인비구 주성 동종 7구가 보물로 지정됨에 따라 보물 제11-8호로 변경되었다.

## 개요
조선 숙종 때 경기도와 경상도 지역에서 활동한 승려인 사인비구에 의해서 1711년에 만들어진 조선시대 종이다.
사인비구는 18세기 뛰어난 승려이자 장인으로 전통적인 신라 종의 제조기법에 독창성을 합친 종을 만들었다. 현재 그의 작품 8구가 서로 다른 특징을 보이며 전해지고 있다.
이 종은 사인비구의 거의 말년에 해당되는 거의 말년에 해당되는 숙종 37년(1711)에 제작된 종으로, 높이 198cm, 입지름 138cm이다. 종 꼭대기에는 두마리 용이 좌우로 서로 얼굴을 맞대고 종을 매달기 위한 고리 역할을 하고 있다. 종 윗면은 반원 모양으로 둥글고, 어깨 부분에는 ㄱ자형의 턱을 만들었다. 이것은 고려시대 꽃잎을 세워 장식하여 어깨부분이 돌출되었던 입상화문대에서 새롭게 변화시킨 모습으로 보인다.
어깨에서 훨씬 떨어진 곳에 사각형 모양의 연곽이 4곳에 있는데, 그 안에는 9개씩의 연꽃으로 된 돌기 연뢰(蓮蕾)가 있다. 몸통 중앙에는 중국 종 양식을 따른 굵은 2줄의 횡선을 둘러 상·하로 2등분하였다. 횡선 아래로는 종 입구 바로 위에 꽃무늬를 새긴 넓은 띠가 있을 뿐, 다른 장식은 하지 않았으며, 제작 시기를 알 수 있는 명문을 새겼다.
이 종은 전통적인 범종 양식을 계승 하였던 사인비구가 그의 말년에는 이처럼 중국 종 계열을 따른 범종을 제작하였다는 점을 밝혀주는 자료이다.

## 같이 보기
- 사인비구 제작 동종
- 강화역사박물관

## 참고 자료
- 사인비구 제작 동종 - 강화동종 - 국가유산청 국가유산포털
- 사인비구 제작 동종-강화 동종 - 강화군 문화관광
- 인천역사문화총서40, 《인천의 문화유산을 찾아서》, 인천광역시 역사자료관, 강화 동종, 19-20쪽